# Severomorsk-1
Pour l’article homonyme, voir Severomorsk.
Severomorsk-1 (également appelé Vayenga-1) est une base aérienne de l’aviation navale russe de la flotte du nord de la marine russe dans la région de Mourmansk, en Russie. Elle est située proche Mourmansk, à l'ouest de la péninsule de Kola.

## Historique
Deux escadrons de Hurricane du 151 Wing de la RAF ont combattu dans le nord de l'URSS en septembre-octobre 1941, dans le cadre de l'opération Benedict.

## Unités stationnées
- 403e régiment d'aviation mixte[1] — formé le 1er décembre 2019 (équipée d'avion de guerre ASM Iliouchine Il-38)
- 830e régiment d'hélicoptères ASM embarqués, formée le 1er décembre 2019 (équipée de Ka-27, Ka-29 et Ka-31)
- 9e régiment de drones (aérodrome de Severomosk-1, région de Mourmansk)